# Aleksandr Vinogradov
Aleksandr Vinogradov (em russo:  Александр Юрьевич Виноградов, Moscovo, 10 de novembro de 1951) é um velocista russo na modalidade de canoagem.
Foi vencedor da medalha de Ouro em C-2 1000 m e C-2 500 m em Montreal 1976 junto com o seu companheiro de equipe Serhei Petrenko.